# Hymenostylium laxirete
Hymenostylium laxirete là một loài rêu trong họ Pottiaceae. Loài này được Broth. mô tả khoa học đầu tiên năm 1929.